# Pedicularis gymnostachya
Pedicularis gymnostachya är en snyltrotsväxtart som först beskrevs av Ernst Rudolf von Trautvetter, och fick sitt nu gällande namn av A. Khokhr.. Pedicularis gymnostachya ingår i släktet spiror, och familjen snyltrotsväxter. Inga underarter finns listade i Catalogue of Life.